# Tritonaster craspedotus
Tritonaster craspedotus är en sjöstjärneart som beskrevs av Fisher 1906. Tritonaster craspedotus ingår i släktet Tritonaster och familjen kamsjöstjärnor. Inga underarter finns listade i Catalogue of Life.